# 23257 Denny
23257 Denny là một tiểu hành tinh được phát hiện bởi William Kwong Yu Yeung vào cuối năm 2000.